# Пам'ятки культурної спадщини Кременецької громади
У статті наведений перелік об'єктів культурної спадщини Кременецької громади Кременецького району Тернопільської области України.

## Пам'ятки археології
| №   | Назва                                                            | Дата | Адреса | Охоронний номер | Документ про взяття на облік |
| --- | ---------------------------------------------------------------- | --- | --- | --------------- | --- |
| 1   | Кременеобробна майстерня Андруга I                               | комарівсько-тшинецька культура (XVI-XIV ст. до н.е.) | с. Андруга, за 350 м на північ від села, по обох берегах меліоративного каналу, на підвищенній піщанній дюні, із західної сторони лісу                                                       | 4498-Тр         | Наказ департаменту культури, релігій та національностей ОДА від 15.05.2014 № 76-од, Наказ Міністерства культури України від 18.04.2017 № 323          |
| 2   | Могильник ґрунтовий Андруга II                                   | комарівсько-тшинецька культура (XVI-XIV ст. до н.е.) | с. Андруга, південно-західні околиці села по вул. Лугова, 40, за 50 м на північ від хреста (роздоріжжя), на городі гр. Дучинської К.А.                                                       | 4496-Тр         | Наказ департаменту культури, релігій та національностей ОДА від 15.05.2014 № 76-од, Наказ Міністерства культури України від 18.04.2017 № 323          |
| 3   | Поселення Андруга III                                            | комарівсько-тшинецька культура (XVI-XIV ст. до н.е.); ранньозалізний вік (могилянська група); давньоруський час (IX-XIII ст.)                                                                                            | с. Андруга, центральна частина села, по вул. Лугова, по правому березі р. Іква. | 4497-Тр         | Наказ департаменту культури, релігій та національностей ОДА від 15.05.2014 № 76-од, Наказ Міністерства культури України від 18.04.2017 № 323          |
| 4   | Стоянка Білокриниця I                                            | пізній палеоліт (40-10 тис. років тому) | с. Білокриниця, біля хутора Хвещуки | 2471            | Рішення виконкому Тернопільської обласної ради від 14.07.1989 № 162                                                                                   |
| 5   | Поселення Білокриниця II                                         | лендельська культура (IV – кінець III тис. до н. е.); комарівська культура (XVI-XII ст. до н. е.) | с. Білокриниця, урочище Літній Випас | 2472            | Рішення виконкому Тернопільської обласної ради від 14.07.1989 № 162                                                                                   |
| 6   | Поселення Білокриниця III                                        | лендельська культура (IV – кінець Ш тис. до н.е.); комарівсько-тшинецька культура (XV – XII ст. до н. е.); черняхівська культура (III-IV ст. н. е.); давньоруський час (X-XIII ст.)                                      | с. Білокриниця, на пологому схилі при південно-західній околиці Велика Андруга, берег струмка                                                                                                | 2469            | Наказ управління культури ОДА від 18.10.2005 № 112 |
| 7   | Поселення Білокриниця IV                                         | мезоліт (кінець IX-VI тис. до н. е.); могилянська група скіфського часу (II пол. VII – поч. VI ст. до н. е.); давньоруський час (X-XIII ст.)                                                                             | с. Білокриниця, урочище “За путею”, на південний захід від села, біля залізниці | 2470            | Наказ управління культури ОДА від 18.10.2005 № 112 |
| 8   | Поселення Богданівка I                                           | ранній залізний вік (I тис. до н.е.) | с. Богданівка, східні околиці села | 2473            | Розпорядження Представника Президента України у Тернопільській області від 25.06.1992 № 148                                                           |
| 9   | Поселення Богданівка II                                          | ранній залізний вік (I тис. до н. е.); давньоруський час (X-XIII ст.) | с. Богданівка, поле під с. Рудка | 4452-Тр         | Розпорядження Представника Президента України у Тернопільській області від 25.06.1992 № 148, Наказ Міністерства культури України від 18.04.2017 № 325 |
| 10  | Кременеобробна майстерня Богданівка III                          | енеоліт – епоха бронзи (IV-III тис. до н.е.) | с. Богданівка, східні околиці села на привершинній частині мису утвореного лівим берегом р. Іква та лівим берегом її притоки                                                                 | 4551-Тр         | Наказ департаменту культури, релігій та національностей ОДА від 15.05.2014 № 76-од, Наказ Міністерства культури України від 18.04.2017 № 323          |
| 11  | Поселення Богданівка IV                                          | ранньозалізний вік (I тис. до н.е.); | с. Богданівка, північно-західна частина села, на правому березі лівої притоки р. Іква | 2041            | Наказ управління культури ОДА від 09.09.2016 № 121-од                                                                                                 |
| 12  | Стоянка Великі Бережці I                                         | мезоліт (кінець IX-VI тис. до н. е.) | с. Великі Бережці |                 | Рішення виконкому Тернопільської обласної ради від 14.07.1989 № 162                                                                                   |
| 13  | Стоянка Великі Бережці II                                        | мезоліт (кінець IX-VI тис. до н. е.) | с. Великі Бережці, урочище Біля Колгоспної Дамби | 2483            | Рішення виконкому Тернопільської обласної ради від 14.07.1989 № 162                                                                                   |
| 14  | Поселення Великі Бережці III                                     | трипільська культура (IV-кінець III тис. до н. е.) | с. Великі Бережці, на території хут. Підгора | 2478            | Наказ управління культури ОДА від 18.10.2005 № 112 |
| 15  | Поселення Великі Бережці IV                                      | ранній бронзовий вік (кінець III-II тис. до н. е.), підкарпатська культура шнурової кераміки (XIX – XVI ст. до. н. е.)                                                                                                   | с. Великі Бережці, урочище Мочули за горбами, на пісковій дюні, лівий берег Ікви | 2479            | Наказ управління культури ОДА від 18.10.2005 № 112 |
| 16  | Стоянка Великі Бережці V                                         | мезоліт (кінець IX-VI тис. до н. е.) | с. Великі Бережці, в лісі на правому березі Ікви, східніше села, при північно-східній частині ставу Фестивальний                                                                             | 2475            | Наказ управління культури ОДА від 18.10.2005 № 112 |
| 17  | Стоянка Великі Бережці VI                                        | мезоліт (кінець IX-VI тис. до н. е.) | с. Великі Бережці, північний край села, лівий берег Ікви, південний схил урочище Дубина | 2476            | Наказ управління культури ОДА від 18.10.2005 № 112 |
| 18  | Стоянка Великі Бережці VII                                       | мезоліт (кінець IX-VI тис. до н. е.) | с. Великі Бережці, південно-західна частина села, лівий берег Ікви, з південно-східної сторони ремонтно-тракторного підприємства                                                             | 2477            | Наказ управління культури ОДА від 18.10.2005 № 112 |
| 19  | Стоянка та поселення Великі Бережці VIII                         | мезоліт (кінець IX-VI тис. до н. е.) (стоянка); енеоліт (IV-III тис. до н. е.) (поселення) | с. Великі Бережці, східна частина урочище Мочули за горбами I, південно-східна частина села, на пісковій дюні, лівий берег Ікви                                                              | 2480            | Наказ управління культури ОДА від 18.10.2005 № 112 |
| 20  | Пам’ятка багатошарова Великі Бережці IX                          | мезоліт (кінець IX-VI тис. до н. е.) (стоянка); давньоруський час (X-XIII ст.) (поселення) | с. Великі Бережці, урочище Загребелля, на мисі правого берега Ікви | 2482            | Наказ управління культури ОДА від 18.10.2005 № 112 |
| 21  | Курган Великі Млинівці I                                         | датування невизначене | с. Великі Млинівці, північні околиці села, між відстійни-ками та цукровим заводом, на кургані є поховання XVII ст. (14 хрестів)                                                              | 1752            | Наказ управління культури ОДА від 27.01.2010 № 16 |
| 22  | Поселення Великі Млинівці II                                     | епоха бронзи-ранньозалізний час (II – I тис. до н.е.), давньоруська культура (XII-XIII ст.) | с. Великі Млинівці, північні околиці села, пологі схили правого берега струмка Іква по вул. Миру                                                                                             | 1898            | Наказ управління культури ОДА від 29.10.2012 № 149 |
| 23  | Стоянка Веселівка I                                              | пізній палеоліт (40-10 тис. до н.е..) | с. Веселівка, за 0,6 км на північний-схід від села в урочищі „Заріжжя”, на високому пагорбі                                                                                                  | 4499-Тр         | Наказ департаменту культури, релігій та національностей ОДА від 15.05.2014 № 76-од, Наказ Міністерства культури України від 18.04.2017 № 323          |
| 24  | Стоянка Веселівка II                                             | пізній палеоліт (40-10 тис. до н.е.) | с. Веселівка, за 0,7 км на північний-схід від села в урочищі „Заріжжя”, на високому пагорбі біля лісу. Східніше стоянки Веселівка I                                                          | 4550-Тр         | Наказ департаменту культури, релігій та національностей ОДА від 15.05.2014 № 76-од, Наказ Міністерства культури України від 18.04.2017 № 323          |
| 25  | Стоянка та поселення Горинка I                                   | пізній палеоліт (40-10 тис. років тому, давньоруський час (X – XIII ст.) | с. Горинка, центральна частина села, на вершині гори (за пам’ятником), яку з трьох сторін омиває р. Горинка (правий берег)                                                                   | 1280            | Наказ управління культури ОДА від 27.01.2010 № 16 |
| 26  | Поселення Горинка II                                             | висоцька культура (XI – VI ст. до н. е.);вельбарська культура (I – III ст. н. е.); давньоруський час (XII – XIII ст.) | с. Горинка, центральна частина села, на правому березі р. Горинка на північному схилі підвищеного берега                                                                                     | 1359            | Наказ управління культури ОДА від 27.01.2010 № 16 |
| 27  | Поселення, кладовище Горинка III                                 | пізній палеоліт ( 40-10 тис. років тому), ранній залізний вік (I тис. до н.е.), черняхівська культура (III- IV ст. н. е.), давньоруський час (кін. IX – X ст., XII – XIII ст.), пізньосередньовічний час (XIV – XVI ст.) | с. Горинка, південно-східні околиці села, урочище Біля хреста | 1360            | Наказ управління культури ОДА від 27.01.2010 № 16 |
| 28  | Поселення Горинка IV                                             | висоцька культура (XI – VI ст. до н. е.); черняхівська культура (III- IV ст. н. е.); райковецька культура (IX ст.); давньоруський час (XII – XIII ст.)                                                                   | с. Горинка, в східних околицях села, на південному схилі пагорба нижче церкви (лівий берег р. Горинка)                                                                                       | 1361            | Наказ управління культури ОДА від 27.01.2010 № 16 |
| 29  | Поселення Горинка V                                              | ранній залізний вік (I тис. до н.е.); черняхівська культура (III- IV ст. н. е.); давньоруський час (кін. IX – X ст., XII – XIII ст.)                                                                                     | с. Горинка, центральна частина села, нижче від церкви, лівий берег р. Горинка | 1362            | Наказ управління культури ОДА від 27.01.2010 № 16 |
| 30  | Поселення Горинка VI                                             | комарівсько-тшинецька культура (XV – XII ст. до н. е.); давньоруський час (X ст., XII – XIII ст.) | с. Горинка, центральна частина села, на території сільради, по лівому березі струмка | 1385            | Наказ управління культури ОДА від 27.01.2010 № 16 |
| 31  | Стоянка Горинка VII                                              | пізній палеоліт (40-10 тис. років тому) | с. Горинка (кол. Червоне), урочище Бодаччина, на невеликому схилі гори поблизу садиби Друзі І.К. та гори Василевої, в ерозійній балці при шосе Горинка - Двірець                             | 2484            | Наказ управління культури ОДА від 18.10.2005 № 112 |
| 32  | Стоянка Двірець I                                                | пізній палеоліт (40-10 тис. років тому) | с. Двірець, на підвищеному східному схилі урочище Кошари, лівий берег ставка | 2485            | Наказ управління культури ОДА від 18.10.2005 № 112 |
| 33  | Поселення Двірець II                                             | могилянська група скіфського часу (друга половина VII – початок VI ст. до н. е.) | с. Двірець, на високому підвищенні лівого берега ставу, при північній частині села | 2486            | Наказ управління культури ОДА від 18.10.2005 № 112 |
| 34  | Стоянка Дунаїв I                                                 | пізній палеоліт (40-10 тис. років тому) | с. Дунаїв, урочище Гостра Гора | 2489            | Рішення виконкому Тернопільської обласної ради від 14.07.1989 № 162                                                                                   |
| 35  | Поселення Дунаїв II                                              | середня бронза (комарівсько-тшинецька культура (XV – XII ст. до н. е.); могилянська група скіфського часу (II пол. VII – поч. VI ст. до н.е.); черняхівська культура (III-IV ст. н. е.); давньоруський час (X-XIII ст.)  | с. Дунаїв, південно-східна частина села, біля клубу, лівий берег Ікви | 2487            | Наказ управління культури ОДА від 18.10.2005 № 112 |
| 36  | Поселення Дунаїв III                                             | лендельська культура (IV – кінець Ш тис. до н. е.), ранній залізний вік (I тис. до н. е.), давньоруський час (X-XIII ст.)                                                                                                | с. Дунаїв, південно-східна частина села, на підвищенні лівого берега Ікви та х. Кучани | 2488            | Наказ управління культури ОДА від 18.10.2005 № 112 |
| 37  | Городище Жолоби I                                                | могилянська група ранньозалізного віку (VIII-VII ст. до н.е.); давньоруський час (XII-XIII ст.); | с. Жолоби, урочище „Каліївка”, південно-східна частина села на високому гострому мисі, біля соснового лісу. З напільного боку збереглись залишки рову                                        | 2053            | Наказ управління культури ОДА від 09.09.2016 № 121-од                                                                                                 |
| 38  | Стоянка та поселення Загребелля I                                | мезоліт (кінець IX-VI тис. до н. е.) (стоянка); ранній залізний вік (I тис. до н. е.) | с. Рудка, в північній частині хут. Загребелля, лівий берег струмка, що протікає між Рудка і хут. Загребелля                                                                                  | 2525            | Наказ управління культури ОДА від 18.10.2005 № 112 |
| 39  | Стоянка та поселення Загребелля II                               | мезоліт (кінець IX-VI тис. до н. е.) (стоянка); ранній залізний вік (I тис. до н. е.) (поселення) | с. Рудка, західніше Загребелля I, на мисі, що вклинюється в заплаву лівого берега ставка і струмка                                                                                           | 2526            | Наказ управління культури ОДА від 18.10.2005 № 112 |
| 40  | Поселення Загребелля III                                         | бронзовий вік (кінець III-II тис. до н. е.) | с. Рудка, лівий берег ставка, з північно-східної сторони греблі | 2527            | Наказ управління культури ОДА від 18.10.2005 № 112 |
| 41  | Стоянка та поселення Іванківці I (по розпорядженню Іванківці IV) | ранній палеоліт; енеоліт (IV-III тис. до н. е.) | с. Іванківці, урочище Кар’єр | 2490            | Розпорядження Представника Президента України у Тернопільській області від 25.06.1992 № 148                                                           |
| 42  | Поселення Іванківці II                                           | ранньозалізний вік (I тис. до н.е.); давньоруський час (XII-XIII ст.); | с. Іванківці, східна частина села на підвищеному мисі, на правому березі річки | 2067            | Наказ управління культури ОДА від 09.09.2016 № 121-од                                                                                                 |
| 43  | Поселення Кімната I                                              | епоха бронзи-ранньозалізний час (II – I тис. до н.е.), давньоруська культура (XII-XIII ст.) | с. Кімната, західні околиці села, пологі схили лівого берега струмка Іква | 1858            | Наказ управління культури ОДА від 09.02.2012 № 14 |
| 44  | Поселення Кімната II                                             | епоха бронзи – ранньозалізний час (II – I тис. до н.е.) | с. Кімната, в північно-східних околицях села по лівому березі потічка на городах | 1868            | Наказ управління культури ОДА від 26.06.2012 № 97 |
| 45  | Поселення Колосова I                                             | давньоруська культура (XII – XIII ст.) | с. Колосова, центральна частина села, на північний схід від церкви, перша надзаплавна тераса правого берега струмка                                                                          | 1771            | Наказ управління культури ОДА від 24.03.2011 № 36 |
| 46  | Стоянка Колосова II                                              | пізній палеоліт (40-10 тис. р. до н.е.) | с. Колосова, за 1,8 км на південний-захід від села в урочищі „Біля Конона”, на привершинній частині пагорба, між двома електроопорами                                                        | 4552-Тр         | Наказ департаменту культури, релігій та національностей ОДА від 15.05.2014 № 76-од, Наказ Міністерства культури України від 18.04.17 р. № 323         |
| 47  | Поселення Колосова III                                           | давньоруський час (XII-XIII ст.) | с. Колосова, за 1,9 км на південний-захід від села в урочищі „Біля Конона”. На південно-західному поголому схилі пагорба, за 50 м на південь від ЛЕП                                         | 4553-Тр         | Наказ департаменту культури, релігій та національностей ОДА від 15.05.2014 № 76-од, Наказ Міністерства культури України від 18.04.2017 № 323          |
| 48  | Поселення Колосова IV                                            | давньоруський час (XII-XIII ст.) | с. Колосова, південно-східна частина села на підвищенному схилі пагорба, по вул. Депутатській                                                                                                | 2011            | Наказ департаменту культури, релігій та національностей ОДА від 15.05.2014 № 76-од                                                                    |
| 49  | Стоянка та поселення Кременець I                                 | пізній палеоліт (40-10 тис. років тому); комарівська культура (XVI-XII ст. до н. е.); могилянська група скіфського часу (II пол. VII – поч. VI ст. до н.е.)                                                              | м. Кременець, урочище Гора Куличівка | 2500            | Рішення виконкому Тернопільської обласної ради від 14.07.1989 № 162                                                                                   |
| 50  | Стоянка та поселення Кременець II                                | пізній палеоліт (40-10 тис. років тому) (стоянка), могилянська група скіфського часу (II пол. VII – поч. VI ст. до н. е.) (поселення) + є 3 фрагменти висоцької культури (XI – VI ст. до н. е.)                          | м. Кременець, на високому мисі гори Дівочі скелі, південно-західна частина міста | 2498            | Наказ управління культури ОДА від 18.10.2005 № 112 |
| 51  | Стоянка Кременець III                                            | пізній палеоліт (40-10 тис. років тому) | м. Кременець, на підовальному уступі гори Мосятин | 2499            | Наказ управління культури ОДА від 18.10.2005 № 112 |
| 52  | Стоянка Кременець IV                                             | пізній палеоліт (40-10 тис. років тому) | м. Кременець, східна частина міста біля хутора Зеблози | 2501            | Рішення виконкому Тернопільської обласної ради від 14.07.1989 № 162                                                                                   |
| 53  | Майстерня крем’яних знарядь Кременець V                          | середня бронза (комарівсько-тшинецька культура (XV – XII ст. до н. е.) | м. Кременець, на південь від залізничного вокзалу, на території поселення комарівської культури на горі Куличівка                                                                            | 2493            | Наказ управління культури ОДА від 18.10.2005 № 112 |
| 54  | Поселення Кременець VI                                           | могилянська група скіфського часу (друга половина VII – початок VI ст. до н. е.) | м. Кременець, урочище Гора Черча, східніше Гори Бони, зі східної сторони вул. Плитниця, 11                                                                                                   | 2491            | Наказ управління культури ОДА від 18.10.2005 № 112 |
| 55  | Стоянка Кременець VII                                            | пізній палеоліт (40-10 тис. років тому) | м. Кременець, на південно-західній околиці міста, при кільцевій дорозі Кременець -Тернопіль, біля хлібзаводу                                                                                 | 2492            | Наказ управління культури ОДА від 18.10.2005 № 112 |
| 56  | Поселення Кременець VIII                                         | середня бронза (комарівсько-тшинецька культура (XV – XII ст. до н.е.); могилянська група скіфського часу (II пол. VII – поч. VI ст. до н.е.); давньоруський час (X-XIII ст.)                                             | м. Кременець, урочище Гора Куличівка, західна частина міста, у верхній частині гори | 2494            | Наказ управління культури ОДА від 18.10.2005 № 112 |
| 57  | Поселення Кременець IX                                           | середня бронза комарівсько-тшинецька культура (XV – XII ст. до н. е.); могилянська група скіфського часу (друга половина VII – початок VI ст. до н. е.); давньоруський час (X-XIII ст.)                                  | м. Кременець, урочище Передмістя, на миловидному виступі вул. Плитниця, 11 | 2495            | Наказ управління культури ОДА від 18.10.2005 № 112 |
| 58  | Поселення Кременець X                                            | ранній залізний вік (I тис. до н. е.); давньоруський час (X-XIII ст.) | м. Кременець, південна сторона підніжжя г. Бони | 2496            | Наказ управління культури ОДА від 18.10.2005 № 112 |
| 59  | Поселення та городище Кременець XI                               | могилянська група скіфського часу II пол. VII – поч. VI ст. до н. е.) (поселення); давньоруський час (городище) (X-XIII ст.); пізнє середньовіччя (замок XIV-XVI ст.)                                                    | м. Кременець, урочище Гора Бона, східна частина міста | 2497            | Наказ управління культури ОДА від 18.10.2005 № 112 |
| 60  | Стоянка Кудлаївка I                                              | пізній палеоліт (40-10 тис. років тому) | с. Кудлаївка, на горі на південний захід від села | 2943            | Наказ управління культури ОДА від 18.10.2005 № 112 |
| 61  | Стоянка та поселення Куликів I                                   | пізній палеоліт (40-10 тис. років тому) (стоянка); лендельська культура (IV – кінець Ш тис. до н.е.); давньоруський час (X-XIII ст.)                                                                                     | с. Куликів, урочище Пагорб, південна частина села, правий берег Ікви | 2504            | Наказ управління культури ОДА від 18.10.2005 № 112 |
| 62  | Поселення Куликів II                                             | ранній залізний вік (I тис. до н. е.), давньоруський час (X-XIII ст.) | с. Куликів, південна частина села, над ставом, правий берег Ікви | 2505            | Наказ управління культури ОДА від 18.10.2005 № 112 |
| 63  | Поселення Куликів III                                            | давньоруський час (X-XIII ст.) | с. Куликів,урочище Панський двір, правий берег Ікви | 2506            | Наказ управління культури ОДА від 18.10.2005 № 112 |
| 64  | Поселення Кушлин I                                               | давньоруський час (XII – XIII ст.) | с. Кушлин, західна частина села, на північно-західному схилі пагорба-мису, утвореного правим берегом р. Горинка та глибокою балкою                                                           | 1364            | Наказ управління культури ОДА від 27.01.2010 № 16 |
| 65  | Поселення Кушлин II                                              | давньоруський час (XII – XIII ст.) | с. Кушлин, західна частина села на II терасі похилого на північний схід мисоподібного пагорба, утвореного правим берегом р. Горинка та глибокою балкою                                       | 1363            | Наказ управління культури ОДА від 27.01.2010 № 16 |
| 66  | Поселення Кушлин III                                             | висоцька культура (XI – VI ст. до н. е.); лука-райковецька культура (кін. VII-IX ст.); давньоруський час (X ст., XII– XIII ст.)                                                                                          | с. Кушлин, частина села, на високому лівому березі ставка біля греблі | 1365-Тр         | Наказ управління культури ОДА від 27.01.2010 № 16,Наказ Міністерства культури України від 28.01.2014 № 42                                             |
| 67  | Поселення Кушлин IV                                              | комарівсько-тшинецька культура (XV – XII ст. до н. е.);висоцька культура (XI – VI ст. до н. е.) | с. Кушлин, північна частина села на високому лівому березі ставу, зі сходу відмежоване балкою                                                                                                | 4422-Тр         | Наказ управління культури ОДА від 27.01.2010 № 16, Наказ Міністерства культури України від 28.01.2014 № 42                                            |
| 68  | Лішня I                                                          | епоха бронзи – ранньозалізний вік (II – I тис. до н.е.) | с. Лішня, 1,5 км на південь від села, по правому березі струмка біля хутора | 4421-Тр         | Наказ управління культури бласної державної адміністрації від 26.06.2012 № 97-од, Наказ Міністерства культури України від 28.01.2014 № 42             |
| 69  | Поселення Лішня II                                               | давньоруський час (XII-XIII ст.) | с. Лішня, північно-східна частина села по лівому березі р. Людимирка | 1965            | Наказ департаменту культури, релігій та національностей ОДА від 15.05.2014 № 76-од                                                                    |
| 70  | Поселення Лішня III                                              | черняхівська культура III-IV ст н.е. | с. Лішня, північна частина села, на правому березі струмка поблизу саду та хутора з правої сторони дороги в напрямку від хутора до саду.                                                     | 2030            | Наказ департаменту культури, релігій та національностей ОДА від 18.05.2015 № 61                                                                       |
| 71  | Стоянка Малі Бережці I                                           | мезоліт (кінець IX-VI тис. до н. е.) | с. Малі Бережці, на березі безіменного озера, околиці села | 2507            | Наказ управління культури ОДА від 18.10.2005 № 112 |
| 72  | Стоянка та поселення Малі Бережці II                             | мезоліт (кінець IX-VI тис. до н. е.), неоліт (VI-III тис. до н.е.) | с. Малі Бережці, біля торфових розробок | 2512            | Рішення виконкому Тернопільської обласної ради від 14.07.1989 № 162                                                                                   |
| 73  | Поселення Малі Бережці III                                       | райковецька культура (кін. VII-IX ст.) | с. Малі Бережці, при південно-східній частині шосе Великі Бережці -Іква, на мисі лівого берега Ікви                                                                                          | 2508            | Наказ управління культури ОДА від 18.10.2005 № 112 |
| 74  | Стоянка Малі Бережці IV                                          | мезоліт (кінець IX-VI тис. до н. е.) | с. Малі Бережці, урочище Філики, північно-східна частина села, лівий берег Ікви | 2509            | Наказ управління культури ОДА від 18.10.2005 № 112 |
| 75  | Стоянка Малі Бережці V                                           | мезоліт (кінець IX-VI тис. до н. е.) | с. Малі Бережці, урочище Острілок, південна частина села, лівий берег Ікви | 2510            | Наказ управління культури ОДА від 18.10.2005 № 112 |
| 76  | Стоянка та поселення Малі Бережці VI                             | мезоліт (кінець IX-VI тис. до н. е.) (стоянка); давньоруський час (X-XIII ст.) | с. Малі Бережці, південно-східна частина села, лівий берег Ікви | 2511            | Наказ управління культури ОДА від 18.10.2005 № 112 |
| 77  | Поселення Новий Кокорів I                                        | енеоліт (IV-III тис. до н.е.), бронза (кінець III – II тис до н. е.); давньоруський час (XI ст.) | с. Новий Кокорів, урочище Гора Ковалівка | 2517            | Розпорядження Представника Президента України у Тернопільській області від 25.06.1992 № 148                                                           |
| 78  | Поселення Новий Кокорів II                                       | лендельська культура (IV – кінець Ш тис. до н.е.) тип Вербковіце-Костянець; черняхівська культура (кін. II- поч. V ст. н. е.); давньоруський час (X-XIII ст.)                                                            | с. Новий Кокорів, урочище Мазурка, в західній частині села, мис правого берега Ікви | 2514            | Наказ управління культури ОДА від 18.10.2005 № 112 |
| 79  | Поселення Новий Кокорів III                                      | лендельська культура (IV – кінець Ш тис. до н. е.) тип Вербковіце-Костянець; давньоруський час (X-XIII ст.) | с. Новий Кокорів, хутір Очерет, лівий берег Ікви | 2515            | Наказ управління культури ОДА від 18.10.2005 № 112 |
| 80  | Поселення Новий Кокорів IV                                       | ранній залізний вік (I тис. до н. е.); культура (III- IV ст. н. е.) | с. Новий Кокорів, урочище Підлісок, на північний схід від церкви, правий берег церкви | 2516            | Наказ управління культури ОДА від 18.10.2005 № 112 |
| 81  | Городище Новий Кокорів V                                         | давньоруський час (X-XIII ст.); пізнє середньовіччя (XIV-XVII ст). | с. Новий Кокорів, в західній частині села на мисі утвореному вигином правого берега р. Іква та правим берегом струмка, за 300 м на захід від церкви. Городище квадратної форми (100 х 100 м) | 4555-Тр         | Наказ департаменту культури, релігій та національностей ОДА від 15.05.2014 № 76-од, Наказ Міністерства культури України від 18.04.2017 № 323          |
| 82  | Поселення Новий Кокорів VI                                       | лендельська культура (IV тис. до н.е.); могилянська група (VIII-VII ст. до н.е.); давньоруський час (X-XIII ст.) | с. Новий Кокорів, в урочищі „Підлісок” по правому березі р. Іква, за 250 м на схід від мосту на східному схилі мису утвореного вигином річки                                                 | 4554-Тр         | Наказ департаменту культури, релігій та національностей ОДА від 15.05.2014 № 76-од, Наказ Міністерства культури України від 18.04.2017 № 323          |
| 83  | Поселення Новий Кокорів VII                                      | лендельська культура (IV тис. до н.е.) | с. Новий Кокорів, південно-західна частина села по правому березі р. Іква на вул. Гагаріна. 200 м на південь від церкви на городі гр. Гонтарука В.Г.                                         |                 | Наказ департаменту культури, релігій та національностей ОДА від 15.05.2014 № 76-од                                                                    |
| 84  | Поселення Підгайці I                                             | епоха бронзи – ранній залізний час (II – I тис. до н.е.); черняхівська культура (III- IV ст. н. е.); давньоруський час (XII – XIII ст.)                                                                                  | с. Підгайці, північна частина села, невисокий мис, утворений лівим берегом р. Горинька і правим берегом безіменного струмка                                                                  | 1482            | Наказ управління культури ОДА від 27.01.2010 № 16 |
| 85  | Поселення Підгайці II                                            | комарівсько-тшинецька культура (XV – XII ст. до н. е.); давньоруський час (XII – XIII ст.) | с. Підгайці, північна частина села, лівий берег ставу, між автодоро-гою на с. Катеринів-ка та лівим берегом безіменного струмка                                                              | 1483            | Наказ управління культури ОДА від 27.01.2010 № 16 |
| 86  | Поселення Підлісне I                                             | ранньозалізний вік (I тис. до н.е.) | с. Підлісне, південно-західна частина села по правому березі р. Горожанка | 2040            | Наказ управління культури ОДА від 09.09.2016 № 121-од                                                                                                 |
| 87  | Стоянка та поселення Попівці I                                   | пізній палеоліт (40-10 тис. років тому) (стоянка); ранній залізний вік (I тис. до н. е.); давньоруський час (X-XIII ст.)                                                                                                 | с. Попівці, південно-західні околиці села, правий берег Ікви | 2521            | Наказ управління культури ОДА від 18.10.2005 № 112 |
| 88  | Поселення Попівці II                                             | підкарпатська культура шнурової кераміки (XIX – XVI ст. до. н. е.); комарівсько-тшинецька культура (XV – XII ст. до н. е.); ранній залізний вік (I тис. до н. е.); давньоруський час (X-XIII ст.)                        | с. Попівці, східна частина села, урочище Загадка , мис | 2522            | Наказ управління культури ОДА від 18.10.2005 № 112 |
| 89  | Стоянка та поселення Рудка I                                     | пізній палеоліт (40-10 тис. років тому); ранній залізний вік (I тис. до н. е.) | с. Рудки, урочище Кошара | 2528            | Рішення виконкому Тернопільської обласної ради від 14.07.1989 № 162                                                                                   |
| 90  | Поселення Рудка II                                               | давньоруський час (XII-XIII ст.) | с. Рудки, східна частина села, на східному схилі мису по правому березі струмка | 2012            | Наказ департаменту культури, релігій та національностей ОДА від 15.05.2014 № 76-од                                                                    |
| 91  | Поселення Савчиці I                                              | середня бронза комарівсько-тшинецька культура (XV – XII ст. до н. е.); давньоруський час (X-XIII ст.) | с. Савчиці, урочище Загумінки, схил лівого берега Ікви, східніше села | 2529            | Наказ управління культури ОДА від 18.10.2005 № 112 |
| 92  | Поселення Савчиці II                                             | комарівська культура (XVI-XII ст. до н. е.), ранній залізний вік (I тис. до н. е.), давньоруський час (X-XIII ст.) | с. Савчиці, урочище За Ріп'яком | 2532            | Розпорядження Представника Президента України у Тернопільській області від 25.06.1992 № 148                                                           |
| 93  | Поселення Савчиці III                                            | черняхівська культура (III- IV ст. н. е.) | с. Савчиці, східна частина села, лівий берег Ікви | 2530            | Наказ управління культури ОДА від 18.10.2005 № 112 |
| 94  | Поселення Савчиці IV                                             | давньоруський час (X-XIII ст.) | с. Савчиці, в районі хутора Заболотний (кол. Урля) | 2531            | Наказ управління культури ОДА від 18.10.2005 № 112 |
| 95  | Поселення Сапанів I                                              | енеоліт (IV – III тис. до н. е.); комарівсько-тшинецька культура (XV – XII ст. до н. е.); ранньозалізний час (I тис. до н.е.); давньоруський час (X ст.)                                                                 | с. Сапанів, східні околиці села, лівий берег р. Іква | 1656            | Наказ управління культури ОДА від 27.01.2010 № 16 |
| 96  | Стоянка Сапанів II                                               | пізній палеоліт (40-10 тис. років тому) | с. Сапанів, південно-західні околиці | 2533            | Наказ управління культури ОДА від 18.10.2005 № 112 |
| 97  | Стоянка та поселення Сапанів III                                 | мезоліт (кінець IX-VI тис. до н. е.) (стоянка); ранній залізний вік (I тис. до н. е.) (поселення) | с. Сапанів, урочище Вересіївка, на південний захід від села, лівий берег Ікви | 2534            | Наказ управління культури ОДА від 18.10.2005 № 112 |
| 98  | Поселення Сапанів IV                                             | лендельська культура (IV – кінець Ш тис. до н.е.); комарівсько-тшинецька культура (XV – XII ст. до н. е.); | с. Сапанів, урочище Папірня, південніше села, правий берег Ікви | 2538            | Наказ управління культури ОДА від 18.10.2005 № 112 |
| 99  | Поселення Сапанів V                                              | лендельська культура (IV – кінець Ш тис. до н. е.) | с. Сапанів, урочище Нетри, східна околиця села, лівий берег Ікви | 2535            | Наказ управління культури ОДА від 18.10.2005 № 112 |
| 100 | Поселення Сапанів VI                                             | лендельська культура (IV – кінець Ш тис. до н.е.), давньоруський час (X-XIII ст.) | с. Сапанів, урочище Криниця, північно-східна частина села, лівий берег Ікви | 2536            | Наказ управління культури ОДА від 18.10.2005 № 112 |
| 101 | Стоянка Сапанів VII                                              | мезоліт (кінець IX-VI тис. до н. е.) | с. Сапанів, урочище Пасовисько, правий берег Ікви | 2537            | Наказ управління культури ОДА від 18.10.2005 № 112 |
| 102 | Стоянка Сапанів VIII                                             | мезоліт (кінець IX-VI тис. до н. е.) | с. Сапанів, урочище Гончариха, в південно-східній частині хутора Сапанівська Хотівка, лівий берег Ікви                                                                                       | 2539            | Наказ управління культури ОДА від 18.10.2005 № 112 |
| 103 | Поселення Сапанів IX                                             | епоха бронзи (II тис. до н.е.) | с. Сапанів, центральна частина села, на провулку за 50 м на південний-схід від школи | 2010            | Наказ департаменту культури, релігій та національностей ОДА від 15.05.2014 № 76-од                                                                    |
| 104 | Поселення Старий Кокорів I                                       | черняхівська культура (III-IV ст. н. е.); | с. Старий Кокорів, східна частина села, лівий берег р. Ікви на північному схилі мису | 2019            | Наказ департаменту культури, релігій та національностей ОДА від 15.05.2014 № 76-од                                                                    |
| 105 | Курганна група (2 кургани) Чугалі I                              | епоха бронзи – ранньозалізний час (II – I тис. до н.е.) | с. Чугалі, 1 км на південь від південних околиць села, 1 км на схід від м. Кременець, справа від автодоро-ги на м. Шумськ, на вододіль-ній частині плато                                     | 1774            | Наказ управління культури ОДА від 24.03.2011 № 36 |
| 106 | Могильник курганний Шпиколоси I                                  | давньоруський час (X-XIII ст.) | с. Шпиколоси, на узгір’ї гори Лютра | 2545            | Наказ управління культури ОДА від 18.10.2005 № 112 |
| 107 | Поселення Шпиколоси II                                           | бронзовий вік (кінець III-II тис. до н. е.), давньоруський час (X-XIII ст.) | с. Шпиколоси, на схилі великої балки західніше від гори Лютри | 2546            | Наказ управління культури ОДА від 18.10.2005 № 112 |
| 108 | Стоянка Шпиколоси III                                            | пізній палеоліт (40-10 тис. років тому) | с. Шпиколоси, на мисоподібній гряді, західніше церкви та кладовища | 2547            | Наказ управління культури ОДА від 18.10.2005 № 112 |

## Пам'ятки архітектури
| №   | Назва                                                     | Дата             | Адреса                                             | Охоронний номер | Документ про взяття на облік                                                   |
| --- | --------------------------------------------------------- | ---------------- | -------------------------------------------------- | --------------- | ------------------------------------------------------------------------------ |
| 1.  | Житловий будинок                                          | XIX ст.          | м. Кременець вул. Б. Харчука, 14                   | 2140            | розпорядження голови ОДА від 22.07.1996 р. № 295                               |
| 2.  | Споруда офіцерського зібрання (мур.)                      | початок XIX ст.  | м. Кременець вул. Б. Харчука, 15                   | 53              | рішення Тернопільського облвиконкому від 09.08.1982 р. № 401                   |
| 3.  | Середня школа №2 (мур.)                                   | XIX ст.          | м. Кременець вул. Б. Харчука, 24                   | 185             | рішення Тернопільського облвиконкому від 25.01.1989 № 15                       |
| 4.  | Житловий будинок                                          | початок XX ст.   | м. Кременець вул. Б. Харчука, 29                   | 2138            | розпорядження голови ОДА від 22.07.1996 р. № 295                               |
| 5.  | Українська гімназія (мур.)                                | XIX ст.          | м. Кременець вул. Б. Харчука, 8                    | 52              | рішення Тернопільського облвиконкому від 09.08.1982 р. № 401                   |
| 6.  | Житловий будинок                                          | 1929 р.          | м. Кременець вул. Б. Харчука, 9                    | 2139            | розпорядження голови ОДА від 22.07.1996 р. № 295                               |
| 7.  | Житловий будинок (дер.)                                   | кінець XVIII ст. | м. Кременець вул. Базарна, 7                       | 670             | постанова Ради Міністрів УРСР від 24.08.1963 р. № 970                          |
| 8.  | Житловий будинок (мур.)                                   | початок XX ст.   | м. Кременець вул. Базарна, 10                      | 180             | рішення Тернопільського облвиконкому від 25.01.1989 № 15                       |
| 9.  | Житловий будинок                                          | початок XX ст.   | м. Кременець вул. Базарна, 12                      | 2142            | розпорядження голови ОДА від 22.07.1996 р. № 295                               |
| 10. | Житловий будинок                                          | XIX ст.          | м. Кременець вул. Базарна, 2                       | 2141            | розпорядження голови ОДА від 22.07.1996 р. № 295                               |
| 11. | Житловий будинок (мур.)                                   | кінець XIX ст.   | м. Кременець вул. Базарна, 8                       | 179             | рішення Тернопільського облвиконкому від 25.01.1989 № 15                       |
| 12. | Заїзд (мур.)                                              | XIX ст.          | м. Кременець вул. Горького, 5                      | 186             | рішення Тернопільського облвиконкому від 25.01.1989 № 15                       |
| 13. | Житловий будинок (мур.)                                   | XIX ст.          | м. Кременець вул. Драгоманова, 5                   | 182             | рішення Тернопільського облвиконкому від 25.01.1989 № 15                       |
| 14. | Житловий будинок (мур.)                                   | початок XX ст.   | м. Кременець вул. Базарна, 10                      | 180             | рішення Тернопільського облвиконкому від 25.01.1989 № 15                       |
| 15. | Комплекс садиби нотаріуса (мур.)                          | 1914 р.          | м. Кременець вул. Драгоманова, 9                   | 181/0           | рішення Тернопільського облвиконкому від 25.01.1989 № 15                       |
| 16. | Садиба нотаріуса (мур.)                                   | 1914 р.          | м. Кременець вул. Драгоманова, 9                   | 181/1           | рішення Тернопільського облвиконкому від 25.01.1989 № 15                       |
| 17. | Банк (мур.)                                               | 1914 р.          | м. Кременець вул. Драгоманова, 9                   | 181/2           | рішення Тернопільського облвиконкому від 25.01.1989 № 15                       |
| 18. | Церква Воздвиження Чесного Хреста (дер.)                  | XIX ст.          | м. Кременець вул. Дубенська                        | 187             | рішення Тернопільського облвиконкому від 25.01.1989 № 15                       |
| 19. | Каплиця (мур.)                                            | XIX ст.          | м. Кременець вул. Дубенська                        | 188             | рішення Тернопільського облвиконкому від 25.01.1989 № 15                       |
| 20. | Замок (руїни) (мур.)                                      | IX-XVI ст.       | м. Кременець вул. Замкова                          | 666             | постанова Ради Міністрів УРСР від 24.08.1963 р. № 970                          |
| 21. | Житловий будинок (мур.)                                   | 1926 р.          | м. Кременець вул. Замкова, 16                      | 193             | рішення Тернопільського облвиконкому від 25.01.1989 № 15                       |
| 22. | Житловий будинок (мур.)                                   | 1926 р.          | м. Кременець вул. Замкова, 18                      | 194             | рішення Тернопільського облвиконкому від 25.01.1989 № 15                       |
| 23. | Житловий будинок (мур.)                                   | 1926 р.          | м. Кременець вул. Замкова, 20                      | 195             | рішення Тернопільського облвиконкому від 25.01.1989 № 15                       |
| 24. | Житловий будинок (мур.)                                   | 1926 р.          | м. Кременець вул. Замкова, 22                      | 196             | рішення Тернопільського облвиконкому від 25.01.1989 № 15                       |
| 25. | Житловий будинок (мур.)                                   | 1926 р.          | м. Кременець вул. Замкова, 24                      | 197             | рішення Тернопільського облвиконкому від 25.01.1989 № 15                       |
| 26. | Житловий будинок (мур.)                                   | 1926 р.          | м. Кременець вул. Замкова, 32                      | 201             | рішення Тернопільського облвиконкому від 25.01.1989 № 15                       |
| 27. | Житловий будинок (мур.)                                   | 1926 р.          | м. Кременець вул. Замкова, 8                       | 192             | рішення Тернопільського облвиконкому від 25.01.1989 № 15                       |
| 28. | Крамниця (мур.)                                           | початок XX ст.   | м. Кременець вул. Затишшя, 5                       | 2137            | розпорядження голови ОДА від 22.07.1996 р. № 295                               |
| 29. | Житловий будинок (мур.)                                   | 1900 р.          | м. Кременець вул. Козубського, 24                  | 46              | рішення Тернопільського облвиконкому від 09.08.1982 р. № 401                   |
| 30. | Жіноча російська школа (мур.)                             | XIX ст.          | м. Кременець вул. Козубського, 12                  | 47              | рішення Тернопільського облвиконкому від 09.08.1982 р. № 401                   |
| 31. | Міський магістрат (мур.)                                  | початок XIX ст.  | м. Кременець вул. Козубського, 6                   | 48              | рішення Тернопільського облвиконкому від 09.08.1982 р. № 401                   |
| 32. | Житловий будинок (мур.)                                   | XVII-XIX ст.     | м. Кременець вул. Коцюбинського, 16                | 191             | рішення Тернопільського облвиконкому від 25.01.1989 № 15                       |
| 33. | Ансамбль колегіуму (мур.) Єзуїтський колегіум             | 1731-1743 рр.    | м. Кременець вул. Ліцейна, 1                       | 667/0           | постанова Ради Міністрів УРСР від 24 серпня 1963 р. № 970                      |
| 34. | Костел св. Ігнатія Лойоли (мур.)                          | 1731-1743 рр.    | м. Кременець вул. Ліцейна, 1                       | 667/1           | постанова Ради Міністрів УРСР від 06 вересня 1979 р. № 442                     |
| 35. | Південний навчальний корпус (мур.)                        | 1743 р.          | м. Кременець вул. Ліцейна, 1                       | 667/2           | постанова Кабінету Міністрів України від 27 грудня 2001 р. № 1760              |
| 36. | Північний навчальний корпус (мур.)                        | 1743 р.          | м. Кременець вул. Ліцейна, 1                       | 667/3           | (в редакції постанови Кабінету Міністрів України від 14 вересня 2016 р. № 626) |
| 37. | Парк                                                      | 1809 р.          | м. Кременець вул. Ліцейна, 1                       | 667/4           | рішення Тернопільського облвиконкому від 25.01.1989 № 15                       |
| 38. | Житловий будинок (мур.)                                   | XVIII-XIX ст.    | м. Кременець вул. Ліцейна, 5                       | 169             | рішення Тернопільського облвиконкому від 09.08.1982 р. № 401                   |
| 39. | Житловий будинок “Близнята” (мур.)                        | XVIII ст.        | м. Кременець вул. Медова, 1                        | 671/1           | постанова Ради Міністрів УРСР від 24.08.1963 р. № 970                          |
| 40. | Житловий будинок “Близнята” (мур.)                        | XVIII ст.        | м. Кременець вул. Медова, 3                        | 671/2           | постанова Ради Міністрів УРСР від 24.08.1963 р. № 970                          |
| 41. | Житловий будинок (мур.)                                   | XVIII ст.        | м. Кременець вул. Медова, 5                        | 167             | рішення Тернопільського облвиконкому від 25.01.1989 № 15                       |
| 42. | Житловий будинок приватного лікаря Ландсберга (мур.)      | 1930 р.          | м. Кременець вул. Миру, 3                          | 49              | рішення Тернопільського облвиконкому від 09.08.1982 р. № 401                   |
| 43. | Житловий будинок приватного лікаря Голендера (мур.)       | 1920 р.          | м. Кременець вул. Миру, 7                          | 51              | рішення Тернопільського облвиконкому від 09.08.1982 р. № 401                   |
| 44. | Повітовий шпиталь (мур.)                                  | 1887 р.          | м. Кременець вул. Миру, 9                          | 50              | рішення Тернопільського облвиконкому від 09.08.1982 р. № 401                   |
| 45. | Полкова церква (мур.)                                     | XIX ст.          | м. Кременець вул. Петлюри                          | 162             | рішення Тернопільського облвиконкому від 05.12.1986 р. № 343                   |
| 46. | Будинок-музей Ю. Словацького (мур.)                       | кінець XVIII ст. | м. Кременець вул. Словацького, 16                  | 669             | постанова Ради Міністрів УРСР від 24.08.1963 р. № 970                          |
| 47. | Житловий будинок (мур.)                                   | початок XX ст.   | м. Кременець вул. Словацького, 2                   | 170             | рішення Тернопільського облвиконкому від 25.01.1989 № 15                       |
| 48. | Житловий будинок (мур.)                                   | початок XX ст.   | м. Кременець вул. Словацького, 2                   | 171             | рішення Тернопільського облвиконкому від 09.08.1982 р. № 401                   |
| 49. | Житловий будинок, заїзд (дер.)                            | XVIII-IX ст.     | м. Кременець вул. Тимка Падури, 3                  | 1592            | постанова Ради Міністрів УРСР від 06 вересня 1979 р. № 442                     |
| 50. | Бібліотека                                                | XIX ст.          | м. Кременець вул. Чорновола 1-Б, Б. Козубського, 1 | 2133            | розпорядження голови ОДА від 22.07.1996 р. № 295                               |
| 51. | Житловий будинок                                          | початок XX ст.   | м. Кременець вул. Шевченка, 15                     | 2136            | розпорядження голови ОДА від 22.07.1996 р. № 295                               |
| 52. | Готель “Бона” (мур.)                                      | 1930 р.          | м. Кременець вул. Шевченка, 36                     | 174             | рішення Тернопільського облвиконкому від 25.01.1989 № 15                       |
| 53. | Житловий будинок (мур.)                                   | 1930 р.          | м. Кременець вул. Шевченка, 39                     | 176             | рішення Тернопільського облвиконкому від 25.01.1989 № 15                       |
| 54. | Францисканський монастир (мур.)                           | 1636 р.          | м. Кременець вул. Шевченка, 57                     | 668/0           | постанова Ради Міністрів УРСР від 24.08.1963 р. № 970                          |
| 55. | Собор св. Миколая (мур.)                                  | 1636-1832 рр.    | м. Кременець вул. Шевченка, 57                     | 668/1           | постанова Ради Міністрів УРСР від 24.08.1963 р. № 970                          |
| 56. | Келії                                                     | XVIII ст.        | м. Кременець вул. Шевченка, 57                     | 668/2           | постанова Ради Міністрів УРСР від 24.08.1963 р. № 970                          |
| 57. | Житловий будинок (мур.)                                   | початок XX ст.   | м. Кременець вул. Шевченка, 80                     | 2150            | розпорядження голови ОДА від 22.07.1996 р. № 295                               |
| 58. | Пошта (мур.)                                              | початок XX ст.   | м. Кременець вул. Шевченка, 89                     | 178             | рішення Тернопільського облвиконкому від 25.01.1989 № 15                       |
| 59. | Богоявленський монастир (мур.)                            | 1760-і рр.       | м. Кременець вул. Шевченка, 90 вул. Дубенська, 2   | 1591/0          | постанова Ради Міністрів УРСР від 06 вересня 1979 р. № 442                     |
| 60. | Богоявленський костел (мур.)                              | 1760 р.          | м. Кременець вул. Шевченка, 90 вул. Дубенська, 2   | 1591/1          | постанова Ради Міністрів УРСР від 06 вересня 1979 р. № 442                     |
| 61. | Корпус келій (мур.)                                       | 1760 р.          | м. Кременець вул. Шевченка, 90 вул. Дубенська, 2   | 1591/2          | постанова Кабінету Міністрів України від 27 грудня 2001 р. № 1760              |
| 62. | Дзвіниця (мур.)                                           | початок XX ст.   | м. Кременець вул. Шевченка, 90 вул. Дубенська, 2   | 1591/3          | (в редакції постанови Кабінету Міністрів України від 14 вересня 2016 р. № 626) |
| 63. | Житловий будинок (мур.)                                   | XVIII ст.        | м. Кременець вул. Шевченка,1                       | 168             | рішення Тернопільського облвиконкому від 25.01.1989 № 15                       |
| 64. | Житловий будинок                                          | XIX-XX ст.       | м. Кременець вул. Шевченка, 13                     | 2135            | розпорядження голови ОДА від 22.07.1996 р. № 295                               |
| 65. | Музична школа(мур.)                                       | XIX ст.          | м. Кременець вул. Шевченка, 16                     | 172             | рішення Тернопільського облвиконкому від 25.01.1989 № 15                       |
| 66. | Костел св. Станіслава (мур.)                              | 1853 р.          | м. Кременець вул. Шевченка, 30                     | 173             | рішення Тернопільського облвиконкому від 25.01.1989 № 15                       |
| 67. | Житловий будинок                                          | початок XX ст.   | м. Кременець вул. Шевченка, 32                     | 2134            | розпорядження голови ОДА від 22.07.1996 р. № 295                               |
| 68. | Житловий будинок (мур.)                                   | XVIII- XIX ст.   | м. Кременець вул. Шевченка, 42                     | 175             | рішення Тернопільського облвиконкому від 25.01.1989 № 15                       |
| 69. | Житловий будинок                                          | XIX ст.          | м. Кременець вул. Шевченка, 46                     | 2131            | розпорядження голови ОДА від 22.07.1996 р. № 295                               |
| 70. | Житловий будинок                                          | XIX ст.          | м. Кременець вул. Шевченка, 50                     | 2132            | розпорядження голови ОДА від 22.07.1996 р. № 295                               |
| 71. | Житловий будинок (мур.)                                   | кінець XIX ст.   | м. Кременець вул. Шевченка, 85                     | 177             | рішення Тернопільського облвиконкому від 25.01.1989 № 15                       |
| 72. | Житловий будинок (мур.)                                   | XIX ст.          | м. Кременець вул. Ясна, 1                          | 189             | рішення Тернопільського облвиконкому від 25.01.1989 № 15                       |
| 73. | Медучилище (мур.)                                         | початок XX ст.   | м. Кременець пров. Драгоманова, 4                  | 183             | рішення Тернопільського облвиконкому від 25.01.1989 № 15                       |
| 74. | Палац графині К. Дзембовської                             | кінець XVIII ст. | м. Кременець пров. Драгоманова, 8                  | 56              | рішення Тернопільського облвиконкому від 25.01.1989 № 15                       |
| 75. | Комплекс житлових будинків поміщика Могильницького (мур.) | XIX ст.          | м. Кременець пров. Словацького, 1, 3               | 55/0            | рішення Тернопільського облвиконкому від 09.08.1982 р. № 401                   |
| 76. | Житловий будинок №1 (мур.)                                | XIX ст.          | м. Кременець пров. Словацького, 1                  | 55/1            | рішення Тернопільського облвиконкому від 09.08.1982 р. № 401                   |
| 77. | Житловий будинок №2 (мур.)                                | XIX ст.          | м. Кременець пров. Словацького, 3                  | 55/2            | рішення Тернопільського облвиконкому від 09.08.1982 р. № 401                   |
| 78. | Житловий будинок (мур.)                                   | кінець XVIII ст. | м. Кременець пров. Словацького, 28                 | 54              | рішення Тернопільського облвиконкому від 09.08.1982 р. № 401                   |
| 79. | Житловий будинок (мур.)                                   | XVII-XIX ст.     | м. Кременець пров. Стрімкий, 9                     | 190             | рішення Тернопільського облвиконкому від 25.01.1989 № 15                       |
| 80. | Парк                                                      | XIX ст.          | с. Білокриниця                                     | б/н             |                                                                                |
| 81. | Замок (мур.)                                              | XIX ст.          | с. Білокриниця                                     | 163             | рішення Тернопільського облвиконкому від 05.12.1986 р. № 343                   |
| 82. | Кузня (мур.)                                              | XIX ст.          | с. Горинка                                         | 1914            | розпорядження Представника Президента України від 22.02.1993 р. № 58           |
| 83. | Церква св. Миколая                                        | 1786 р.          | с. Іванківці                                       | 1964            |                                                                                |
| 84. | Церква Покрови (дер.)                                     | 1741 р.          | с. Іванківці                                       | 1632            | рішення Тернопільського облвиконкому від 31.03.1992 р. № 30                    |
| 85. | Каплиця (зміш.)                                           | XVI-XVII ст.     | с. Підлісці                                        | 674             | постанова Ради Міністрів УРСР від 24 серпня 1963 р. № 970                      |
| 86. | Церква св. Миколая (дер.)                                 | 1882 р.          | с. Підгайці                                        | 1953            | розпорядження Представника Президента України від 22.02.1993 р. № 58           |

## Пам'ятки історії
| №  | Назва | Дата                                         | Адреса                                                             | Охоронний номер | Документ про взяття на облік |
| -- | --- | -------------------------------------------- | ------------------------------------------------------------------ | --------------- | --- |
| 1  | Будинок, у якому розташовувався повітовий ревком                                                                                              | Мем. дошка – 1956 р.                         | м. Кременець                                                       | 404             | Рішення виконкому Тернопільської обласної ради від 22.03.1971 р. № 147                                                              |
| 2  | Братська могила Січових Стрільців (УНР), що загинули під час наступу Таращанського полку                                                      | серпень 1919 р.                              | м. Кременець,                                                      | 1595            | Наказ управління культури Тернопільської обласної державної адміністрації від 18.10.2005 р. № 112                                   |
| 3  | Пам’ятне місце масових розстрілів мирних жителів фашистами                                                                                    | 1988 р.                                      | м. Кременець, вище стадіону, ур. Гора Хрестова, пд-зх. част. міста | 1176            | Рішення виконкому Тернопільської обласної ради від 25.10.1988 р. № 243                                                              |
| 4  | Пам’ятний знак на місці масових розстрілів євреїв                                                                                             | 1992 р.                                      | м. Кременець, вул. Горбача, 1                                      | 1636            | Розпорядження Голови Тернопільської обласної державної адміністрації від 26.05.1997 р. № 209                                        |
| 5  | Єврейське кладовище | XVI ст.                                      | м. Кременець, вул. Джерельна-Крейдяна, GPS: 50.105688, 25.733689   | 3334            | Наказ управління культури Тернопільської обласної державної адміністрації від 28.12.2019 р. № 166-од                                |
| 6  | Пам'ятний знак (таблиця) засновникові Волинського ліцею Тадеушу Чацькому                                                                      | 2000 р.                                      | м. Кременець, вул. Ліцейна, 1                                      | 1597            | Наказ управління культури Тернопільської обласної державної адміністрації від 18.10.2005 р. № 112                                   |
| 7  | Будинок ліцею, який відвідав поет, письменник, художник Шевченко Тарас Григорович                                                             | Будинок 1743 р., меморіальна дошка – 1964 р. | м. Кременець, вул. Ліцейна, 1                                      | 406             | Рішення виконкому Тернопільської обласної ради від 22.03.1971 р. № 147                                                              |
| 8  | Будинок, у якому у 1920-1940 рр. жив і працював громадсько-політичний діяч, вчений, поет Бжеський Р. (1894-1982 рр.)                          | Мем. дошка – 1994 р.                         | м. Кременець, вул. Миру, 17                                        | 1635            | Розпорядження Голови Тернопільської обласної державної адміністрації від 26.05.1997 р. № 209                                        |
| 9  | Будинок, у якому зупинялась українська поетеса Л. Українка                                                                                    | Мем. дошка – 1987 р.                         | м. Кременець, вул. Осовиця, 6                                      | 1201            | Рішення виконкому Тернопільської обласної ради від 25.10.1988 р. № 243                                                              |
| 10 | Будинок, у якому зупинявся письменник Коцюбинський М.                                                                                         | Мем. дошка 1964 р.                           | м. Кременець, вул. Словацького, 10                                 | 403             | Рішення виконкому Тернопільської обласної ради від 25.10.1988 р. № 243                                                              |
| 11 | Будинок, у якому жив польський поет Словацький Юліуш                                                                                          | Мем. дошка – 1959 р.                         | м. Кременець, вул. Словацького, 16                                 | 405             | Рішення виконкому Тернопільської обласної ради від 22.03.1971 р. № 147                                                              |
| 12 | Будинок, у якому жив композитор Вериківський Михайло                                                                                          | Буд. – 1904 р., меморіальна дошка – 1966 р.  | м. Кременець, вул. Туницька, 26                                    | 402             | Рішення виконкому Тернопільської обласної ради від 22.03.1971 р. № 147                                                              |
| 13 | Меморіал Слави воїнів Радянської армії і братські могили                                                                                      |                                              | м. Кременець, вул. Шевченка                                        | 399             | Рішення виконкому Тернопільської обласної ради від 22.03.1971 р. № 147                                                              |
| 14 | Пам’ятне місце розстрілів жертв комуністичного та нацистського тоталітарних режимів на території Кременецької тюрми                           |                                              | м. Кременець, вулиця Санаторійна, 1, 50.116896,25.717357           | 1598            | Наказ управління культури Тернопільської обласної державної адміністрації від 18.10.2005 р. № 112                                   |
| 15 | Пам’ятний знак жертвам фашистів – українським патріотам, розстріляним у Кременецькій тюрмі                                                    |                                              | м. Кременець, кладовище Калантир                                   | 1596            | Наказ управління культури Тернопільської обласної державної адміністрації від 18.10.2005 р. № 112                                   |
| 16 | Братська могила Українських Січових Стрільців (34 чол.)                                                                                       |                                              | м. Кременець, Монастирське кладовище                               | 1600            | Наказ управління культури Тернопільської обласної державної адміністрації від 18.10.2005 р. № 112                                   |
| 17 | Могили замордованих у кременецькій тюрмі органами НКВС, 32 прізвища                                                                           |                                              | м. Кременець, Монастирське кладовище                               | 1601            | Наказ управління культури Тернопільської обласної державної адміністрації від 18.10.2005 р. № 112                                   |
| 18 | Могила воїна Української Повстанської Армії Василя Зажерея                                                                                    | 1992 р. - перезахоронений                    | м. Кременець, Монастирське кладовище                               | 1602            | Наказ управління культури Тернопільської обласної державної адміністрації від 18.10.2005 р. № 112                                   |
| 19 | Могила письменниці Галини Монідівни Гордасевич                                                                                                |                                              | м. Кременець, Монастирське кладовище                               | 1603            | Наказ управління культури Тернопільської обласної державної адміністрації від 18.10.2005 р. № 112                                   |
| 20 | Могила Сціборського Міхала, директора Вищої Волинської гімназії (з 1819 – ліцей)                                                              | 1987 р.                                      | м. Кременець, Монастирське кладовище                               | 1185            | Рішення виконкому Тернопільської обласної ради від 25.10.1988 р. № 243                                                              |
| 21 | Братська могила воїнів Радянської армії | 1967 р.                                      | м. Кременець, Монастирське кладовище                               | 400             | Рішення виконкому Тернопільської обласної ради від 22.03.1971 р. № 147                                                              |
| 22 | Могила ботаніка Бессера В. | 1842 р.                                      | м. Кременець, Монастирське кладовище, біля каплички                | 391             | Рішення виконкому Тернопільської обласної ради від 22.03.1971 р. № 147                                                              |
| 23 | Козацьке кладовище | 1648 р., 1651 р.                             | м. Кременець, П’ятницьке кладовище                                 | 190004-Н (390)  | Рішення виконкому Тернопільської обласної ради від 22.03.1971 р. № 147, Постанова Кабінету Міністрів України від 3.09.2009 р. № 928 |
| 24 | Пам’ятний знак студентам та викладачам Кременецького вчительського інституту, розстріляних НКВС у 1941 р.                                     |                                              | м. Кременець, Польське кладовище, біля склепу-каплиці Мочульських  | 1604            | Наказ управління культури Тернопільської обласної державної адміністрації від 18.10.2005 р. № 112                                   |
| 25 | Могила Глувка Р.О. - художника, іконописця, громадського діяча                                                                                | 1990                                         | м. Кременець, Туницьке кладовище                                   | 3202            | Наказ управління культури Тернопільської обласної державної адміністрації від 27.01.2010 р. № 16                                    |
| 26 | Могила матері польського поета Ю. Словацького – Словацької-Бекю С.                                                                            | 1855 р.                                      | м. Кременець, Туницьке кладовище                                   | 398             | Рішення виконкому Тернопільської обласної ради від 22.03.1971 р. № 147                                                              |
| 27 | Могила воїна Радянської армії Медвєдєва В. | 1945 р., рек. 1975 р.                        | м. Кременець, Туницьке кладовище                                   | 727             | Рішення виконкому Тернопільської обласної ради від 22.03.1971 р. № 147                                                              |
| 28 | Могила одного з керівників підпільної організації „Співдружність польського народу” Бопре А.-Й. (1835-1838)                                   | 1987 р.                                      | м. Кременець, ур. Гора Хрестова                                    | 1178            | Рішення виконкому Тернопільської обласної ради від 25.10.1988 р. № 243                                                              |
| 29 | Будинок, у якому працювали художники Лазарчук А. та Сафонов Т.                                                                                | Мем. дошка – 1991 р.                         | м. Кременець, школа №2, неподалік стадіону                         | 1632            | Розпорядження Голови Тернопільської обласної державної адміністрації від 26.05.1997 р. № 209                                        |
| 30 | Братська могила Українських Січових Стрільців, 90 осіб                                                                                        |                                              | с. Андруга, кладовище                                              | 1608            | Наказ управління культури Тернопільської обласної державної адміністрації від 18.10.2005 р. № 112                                   |
| 31 | Братська могила, закатованих польським каральним загоном (2 чол.)                                                                             |                                              | с. Андруга, кладовище                                              | 1622            | Наказ управління культури Тернопільської обласної державної адміністрації від 18.10.2005 р. № 112                                   |
| 32 | Пам’ятний знак воїнам-землякам, які загинули в роки Другої світової війни                                                                     | 1969 р.                                      | с. Білокриниця                                                     | 393             | Рішення виконкому Тернопільської обласної ради від 22.03.1971 р. № 147                                                              |
| 33 | Могила графа Вороніна О., радника Київського генерал-губернатора, засновника сільськогосподарської школи                                      |                                              | с. Білокриниця, кладовище                                          | 1612            | Наказ управління культури Тернопільської обласної державної адміністрації від 18.10.2005 р. № 112                                   |
| 34 | Поховання воїнів УНР (4 могили) |                                              | с. Білокриниця, старе кладовище за школою                          | 1610            | Наказ управління культури Тернопільської обласної державної адміністрації від 18.10.2005 р. № 112                                   |
| 35 | Одиночні могили часів II світовій війні |                                              | с. Білокриниця, територія лісотехнікуму                            | 1611            | Наказ управління культури Тернопільської обласної державної адміністрації від 18.10.2005 р. № 112                                   |
| 36 | Пам’ятник козацтву Богдана Хмельницького | 1992 р.                                      | с. Богданівка                                                      | 1605            | Наказ управління культури Тернопільської обласної державної адміністрації від 18.10.2005 р. № 112                                   |
| 37 | Будинок, у якому пройшли дитячі та юнацькі роки вченого і поета Неприцького-Грановського О.                                                   | Мем. дошка – 1993 р.                         | с. Великі Бережці                                                  | 1634            | Розпорядження Голови Тернопільської обласної державної адміністрації від 26.05.1997 р. № 209                                        |
| 38 | Пам’ятник Лесі Українці | 1987 р.                                      | с. Великі Бережці                                                  | 1186            | Рішення виконкому Тернопільської обласної ради від 25.10.1988 р. № 243                                                              |
| 39 | Пам’ятний знак воїнам-землякам, які загинули в роки Другої світової війни                                                                     | 1967 р.                                      | с. Великі Бережці                                                  | 343             | Рішення виконкому Тернопільської обласної ради від 22.03.1971 р. № 147                                                              |
| 40 | Пам’ятний знак воїнам-землякам, які загинули в роки Другої світової війни                                                                     | 1985 р.                                      | с. Великі Млинівці                                                 | 1082            | Рішення виконкому Тернопільської обласної ради від 26.08.1986 р. № 250                                                              |
| 41 | Братська могила воїнів Української Повстанської Армії (4 чол.)                                                                                |                                              | с. Великі Млинівці, нове кладовище                                 | 1615            | Наказ управління культури Тернопільської обласної державної адміністрації від 18.10.2005 р. № 112                                   |
| 42 | Пам’ятний знак воїнам-землякам, які загинули в роки Другої світової війни                                                                     | 1967 р.                                      | с. Гаї                                                             | 857             | Рішення виконкому Тернопільської обласної ради від 22.03.1971 р. № 147                                                              |
| 43 | Могили воїнів Української Повстанської Армії                                                                                                  |                                              | с. Гаї, кладовище                                                  | 1616            | Наказ управління культури Тернопільської обласної державної адміністрації від 18.10.2005 р. № 112                                   |
| 44 | Пам’ятний знак воїнам-землякам, які загинули в роки Другої світової війни                                                                     | 1969 р.                                      | с. Горинка                                                         | 397             | Рішення виконкому Тернопільської обласної ради від 22.03.1971 р. № 147                                                              |
| 45 | Братська могила воїнів Української Повстанської Армії (5 чол.)                                                                                |                                              | с. Горинка, кладовище                                              | 1617            | Наказ управління культури Тернопільської обласної державної адміністрації від 18.10.2005 р. № 112                                   |
| 46 | Могили Українських Січових стрільців |                                              | с. Двірець                                                         | 1618            | Наказ управління культури Тернопільської обласної державної адміністрації від 18.10.2005 р. № 112                                   |
| 47 | Пам’ятний знак воїнам-землякам, які загинули в роки Другої світової війни                                                                     | 1975 р.                                      | с. Дунаїв                                                          | 618             | Рішення виконкому Тернопільської обласної ради від 25.01.1982 р. № 34                                                               |
| 48 | Могили (2) Українських Січових стрільців |                                              | с. Жолоби                                                          | 1619            | Наказ управління культури Тернопільської обласної державної адміністрації від 18.10.2005 р. № 112                                   |
| 49 | Пам’ятний знак воїнам-землякам, які загинули в роки Другої світової війни                                                                     | 1985 р.                                      | с. Жолоби                                                          | 983             | Рішення виконкому Тернопільської обласної ради від 26.08.1986 р. № 250                                                              |
| 50 | Могила льотчиків Радянської армії В. і Г. Попових                                                                                             | 1979 р.                                      | с. Жолоби, в лісі під горою                                        | 887             | Рішення виконкому Тернопільської обласної ради від 27.11.1984 р. № 332                                                              |
| 51 | Пам’ятний знак воїнам-землякам, які загинули в роки Другої світової війни                                                                     | 1988 р.                                      | с. Іванківці                                                       | 1129            | Рішення виконкому Тернопільської обласної ради від 25.10.1988 р. № 243                                                              |
| 52 | Пам’ятний знак воїнам-землякам, які загинули в роки Другої світової війни                                                                     | 1975 р.                                      | с. Катеринівка                                                     | 913             | Рішення виконкому Тернопільської обласної ради від 12.06.1978 р. № 286                                                              |
| 53 | Пам’ятний знак воїнам-землякам, які загинули в роки Другої світової війни                                                                     | 1975 р.                                      | с. Кімната                                                         | 619             | Рішення виконкому Тернопільської обласної ради від 12.06.1978 р. № 286                                                              |
| 54 | Пам’ятний знак воїнам-землякам, які загинули в роки Другої світової війни                                                                     | 1985 р.                                      | с. Колосова                                                        | 1080            | Рішення виконкому Тернопільської обласної ради від 26.08.1986 р. № 250                                                              |
| 55 | Могили воїнів Радянської армії та пам’ятний знак воїнам-землякам, які загинули в роки Другої світової війни                                   | 1976 р.                                      | с. Крижі                                                           | 645             | Рішення виконкому Тернопільської обласної ради від 12.06.1978 р. № 286                                                              |
| 56 | Могила українського поета Виливчука Ю. | 1987 р.                                      | с. Новий Кокорів                                                   | 1187            | Рішення виконкому Тернопільської обласної ради від 25.10.1988 р. № 243                                                              |
| 57 | Будинок, у якому жив відомий громадській діяч Кременеччини Жук С. А.                                                                          | 1998 р.                                      | с. Підлісці                                                        | 1625            | Наказ управління культури Тернопільської обласної державної адміністрації від 18.10.2005 р. № 112                                   |
| 58 | Пам’ятний знак воїнам-землякам, які загинули в роки Другої світової війни                                                                     | 1948 р.                                      | с. Підлісці                                                        | 937             | Рішення виконкому Тернопільської обласної ради від 27.11.1984 р. № 332                                                              |
| 59 | Братська могила воїнів Радянської армії (228 солдат)                                                                                          | 1975 р.                                      | с. Плоске                                                          | 410             | Рішення виконкому Тернопільської обласної ради від 22.03.1971 р. № 147                                                              |
| 60 | Пам’ятний знак воїнам-землякам, які загинули в роки Другої світової війни                                                                     | 1975 р.                                      | с. Попівці                                                         | 646             | Рішення виконкому Тернопільської обласної ради від 12.06.1978 р. № 286                                                              |
| 61 | Могила і пам’ятник сотника УНР, члена Центральної Ради 1917 р., надрайонового провідника Організації Українських Націоналістів Костя Мисевича | 2003 р.                                      | с. Попівці, кладовище за церквою                                   | 1626            | Наказ управління культури Тернопільської обласної державної адміністрації від 18.10.2005 р. № 112                                   |
| 62 | Пам’ятний знак воїнам-землякам, які загинули в роки Другої світової війни                                                                     | 1975 р.                                      | с. Сапанів                                                         | 660             | Рішення виконкому Тернопільської обласної ради від 12.06.1978 р. № 286                                                              |
| 63 | Пам’ятний знак воїнам-землякам, які загинули в роки Другої світової війни                                                                     | 1975 р.                                      | с. Чугалі                                                          | 674             | Рішення виконкому Тернопільської обласної ради від 12.06.1978 р. № 286                                                              |
| 64 | Козацькі поховання (те саме в археології № 1774 Чугалі I курганна група)                                                                      |                                              | с. Чугалі, під селом                                               | 1630            | Наказ управління культури Тернопільської обласної державної адміністрації від 18.10.2005 р. № 112                                   |
| 65 | Пам’ятний знак воїнам-землякам, які загинули в роки Другої світової війни                                                                     | 1985 р.                                      | с. Шпиколоси                                                       | 1079            | Рішення виконкому Тернопільської обласної ради від 26.08.1986 р. № 250                                                              |
| 66 | Могили одиночні (2) воїнів ОУН |                                              | с. Шпиколоси, нове кладовище, біля церкви                          | 1631            | Наказ управління культури Тернопільської обласної державної адміністрації від 18.10.2005 р. № 112                                   |
| 67 | Пам’ятний знак воїнам-землякам, які загинули в роки Другої світової війни                                                                     | 1971 р.                                      | с. Підгайці                                                        | 909             | Рішення виконкому Тернопільської обласної ради від 22.03.1971 р. № 147                                                              |

## Пам'ятки монументального мистецтва
| № | Назва                                                                            | Дата                  | Адреса                                           | Охоронний номер | Документ про взяття на облік                                                                     |
| - | -------------------------------------------------------------------------------- | --------------------- | ------------------------------------------------ | --------------- | ------------------------------------------------------------------------------------------------ |
| 1 | Пам’ятник- вченому-ботаніку, доктору медицини Бессеру Віллібальду Готлібовичу    | 2007 р.               | м. Кременець, вул. Ліцейна, 1, парк              | 3039            | Наказ управління культури Тернопільської обласної державної адміністрації від 27.01.2010 р. № 16 |
| 2 | Пам’ятник польському поету, драматургу Словацькому Юлішу                         | 1969 р.               | м. Кременець, вул. Словацького, 16               | 417             | Рішення виконкому Тернопільської обласної ради від 22.03.1971 р. № 147                           |
| 3 | Пам’ятник поету, письменнику, художнику Шевченку Тарасу Григоровичу              | 1995 р.               | м. Кременець, вул. Шевченка                      | 1372            | Розпорядження Голови Тернопільської обласної державної адміністрації від 26.05.1997 р. № 209     |
| 4 | Пам’ятник польському поету, драматургу Словацькому Юлішу                         | 1909 р.               | м. Кременець, вул. Шевченка, в інтер’єрі костелу | 703             | Рішення виконкому Тернопільської обласної ради від 22.03.1971 р. № 147                           |
| 5 | Пам’ятник державному і військовому діячу, гетьману України Хмельницькому Богдану | 1954 р., рек. 2004 р. | м. Кременець, Привокзальна площа                 | 425             | Рішення виконкому Тернопільської обласної ради від 22.03.1971 р. № 147                           |